# Єлєновський кар'єр
Єлєновський кар'єр – колишнє гірничодобувне підприємство у Оренбурзькій області Росії.
Видобуток руди на Єленовському родовищі провадили ще в старовину, у 2-му тисячолітті до н. е.  Ймовірно, ці роботи провадили представники андронівської або алакульскої культур. Також стародавній кар’єр, розміри якого досягнули 46 х 38 метрів при глибині у 4 метра, міг бути джерелом сировини для поселення Аркаїм.
З 2006 по 2010 рік провадилась повномасштабна розробка родовища, під час якої вилучили 0,7 млн он руди, що містила 20 тисяч тон міді. Роботи велись відкритим способом, при цьому проектна глибина кар’єру становила 100 метрів.
Видобута руда надходила на Гранітівську збагачувальну фабрику.
Проект реалізувала компанія «ОРМЕТ», що належить до групи «Русской медной компании».